# Nürnberger Astronomische Arbeitsgemeinschaft
Die Nürnberger Astronomische Arbeitsgemeinschaft e.V. (NAA) ist Betreiber der Regiomontanus-Sternwarte Nürnberg.
Der Verein bietet zweimal die Woche Himmelsführungen auf der Sternwarte in Nürnberg an, ist Herausgeber der astronomischen Zeitschrift Regiomontanusbote und unterhält eine vereinseigene Bibliothek mit über 1.600 Büchern und etwa 17 Regalmetern Zeitschriften sowie 25 Teleskope.
Neben der Öffentlichkeitsarbeit, die den größten Teil der Tätigkeiten ausmacht, ist die NAA in vielen unterschiedlichen AGs oder anderen Gruppen in fast allen Bereichen der Astronomie aktiv. Vernetzungen bestehen insbesondere auf lokaler Ebene zum Planetarium Nürnberg, auf überregionaler Ebene zu weiteren Sternwarten.

## Geschichte
Die Nürnberger Astronomische Arbeitsgemeinschaft e.V. besteht seit 1960, sie hat sich anfänglich um die Arbeit bei der Veränderlichen-Forschung gekümmert, Mitglieder der NAA waren aber auch von Anfang an an der Öffentlichkeitsarbeit auf der Sternwarte beteiligt. Seit 1993 wurde der Betrieb der Sternwarte immer mehr von den rein ehrenamtlich arbeitenden Mitgliedern der NAA übernommen und die NAA erhielt schließlich im Jahr 2000 offiziell den Auftrag der Stadt Nürnberg zum weiteren Betrieb der Sternwarte.
Im Jahr 2004 wurden umfassende Renovierungsarbeiten abgeschlossen und schließlich wurde im Oktober 2004 das neue 60 cm Hauptteleskop in der Kuppel eingeweiht. Seit 2006 bemüht sich die Nürnberger Astronomische Arbeitsgemeinschaft e.V. um eine enge Zusammenarbeit mit den regionalen Schulen.

## Projekte

### Photometrie von veränderlichen Sternen
Seit der Gründung der NAA nahm die Beobachtung an Veränderlichen Sternen einen großen Bereich der Vereinsarbeit ein. Aufgrund der Verschlechterungen an der technischen Ausstattung der Sternwarte schlief das Projekt bis etwa 1995 ein. Seit Juli 2007 wird an einer Wiederaufnahme gearbeitet, da mit dem 60 cm  Hauptteleskop wieder wissenschaftliche Messungen möglich erscheinen. Mittlerweile beteiligt sich die NAA mit Messungen von Sternenhelligkeiten im Kontext eines internationalen Forschungsprogramms.

### Magnetometer SAM
Die Nürnberger Astronomische Arbeitsgemeinschaft betreibt auf dem Gelände der Sternwarte Nürnberg ein Magnetometer (SAM – Simple Aurora Monitor). Mit diesem Gerät wird die Veränderung des Erdmagnetfeldes gemessen. Dies ermöglicht Rückschlüsse auf die Sonnenaktivität und anhand der Messungen können eventuell auftretende Polarlichter kurzfristig vorhergesagt werden.

### Schule@NAA
Die NAA unterstützt Schulen bei der astronomischen Bildung. Zum einen in Form von speziellen Führungen auf der Sternwarte Nürnberg für Schulklassen, zum anderen durch Fortbildungsveranstaltungen für Lehrkräfte aller Schularten. Ferner unterstützt die NAA Schüler und Lehrer bei der Anfertigung von (Fach-)Arbeiten.

### Starparty Lillinghof
Alle zwei Jahre veranstaltet die NAA auf dem Segelflugplatz Lillinghof bei Schnaittach eine öffentliche Starparty, zu der Hobbyastronomen und Besucher aus dem ganzen fränkischen Raum anreisen.